# Ernesto Giobando
Ernesto Giobando (Santa Fe, 13 de diciembre de 1959) es un eclesiástico y teólogo católico argentino, miembro de la Compañía de Jesús. Es el obispo de Mar del Plata, desde 2024. Fue obispo auxiliar de Buenos Aires, entre 2014 y 2024.

## Biografía
Nació el 13 de diciembre de 1959, en la ciudad argentina Santa Fe.
Realizó su formación primaria en el Colegio San José, de las religiosas de San José, y la secundaria en el Colegio de la Inmaculada Concepción, de los jesuitas. A los quince años, conoció a Jorge Bergoglio SJ (futuro papa Francisco), el cual sería su profesor y futuro formador en el seminario.
Cursó los estudios eclesiásticos en la Facultad de Filosofía y Teología de San Miguel, en el Colegio Máximo de San José, obteniendo la licenciatura (1991-1992) y el doctorado (1993-1996) en Teología, con la tesis doctoral: "El matrimonio y la familia como reflejo del misterio de la Santísima Trinidad, en los escritos de Juan Pablo II."

### Vida religiosa
El 7 de diciembre de 1978, ingresó en la congregación de la Compañía de Jesús (Jesuitas).
Su ordenación sacerdotal fue el 17 de noviembre de 1990, en la Capilla del Colegio Máximo de San José, a manos del obispo José Manuel Lorenzo.
Realizó su profesión de votos religiosos el 9 de mayo de 2000, en el Santuario de Ntra. Sra. de los Milagros.
Como sacerdote desempeñó los siguientes ministerios:
- Ministro (1991-1992) y profesor del Colegio Máximo de San José.
- Ministro del Centro de Investigación y Acción Social (CIAS) (1993-2004).[4]
- Superior de la Residencia y la Iglesia Regina Martyrum de Buenos Aires (2004-2013).
- Secretario nacional del Apostolado de la Oración en Argentina y director de la revista Del Mensajero del Corazón de Jesús[8] (2004-2013).
- Director nacional del Movimiento Eucarístico Juvenil.[4]
- Miembro del Consejo Presbiteral (1999-2008).
- Encargado de la Pastoral de Adultos Mayores en la arquidiócesis de Buenos Aires (1999-2013).
- Rector (superior) de la Residencia Sagrada Familia de Montevideo y secretario nacional del Apostolado de la Oración en Uruguay (2013-2014).[6]
- Predicador de Ejercicios espirituales, dirigidos especialmente a laicos, religiosas y al clero diocesano.[8]

Es autor de diversas publicaciones sobre matrimonio y espiritualidad.

### Episcopado
Buenos Aires
El 5 de marzo de 2014 el papa Francisco lo nombró obispo titular de Appiaria y obispo auxiliar de Buenos Aires. Fue consagrado el 3 de mayo del mismo año, en la Catedral de Buenos Aires; a manos del cardenal-arzobispo Mario Aurelio Poli.
- Vicario episcopal de la Vicaría Flores (2014-2024).[11]

- Vicario de la Pastoral para Niños.
- Delegado episcopal para la Vida Consagrada (2016-2024).
- Miembro del Consejo de Asuntos Económicos arquidiocesano (2021-2024).
- Vicario episcopal para la Educación (2023-2024).[12]
- Miembro de la Comisión Episcopal de Pastoral Social, en la Conferencia Episcopal Argentina (desde 2021).[13]
- Miembro de la Comisión Apostolado de los Laicos y Pastoral Familiar.[1]

También, fue impulsor de la canonización de María Antonia de Paz y Figueroa, conocida como Mama Antula.
Mar del Plata
El 17 de enero de 2024, fue nombrado administrador apostólico sede vacante de Mar del Plata. Dos días después, asumió el cargo juramentando el oficio. Ese mismo día, concelebró una misa en la Catedral Basílica de Mar del Plata, donde indicó: "Le pido al Señor que me dé la gracia de poder acompañar, de estar presente en esta difícil situación, de poder ayudar".
El 12 de diciembre del mismo año, fue nombrado obispo de Mar del Plata. Tomó posesión canónica el 22 de febrero de 2025, durante una ceremonia en la Catedral Basílica de Mar del Plata.

## Posiciones políticas e ideológicas
En 2020, en una entrevista a Radio Grote, Giobando se manifestó "dolido" por la aprobación del protocolo del aborto en Buenos Aires. Afirmó que, si bien se utilizó el recurso democrático en la Legislatura, "el no poder expresar la voz de la Iglesia, presentar una idea, una alternativa sin poder hacer nada, realmente duele". También opinó que "no se puede ir en contra de la conciencia porque es un derecho constitucional y fundamental para el derecho social y al mismo tiempo forma parte del aspecto estructural de la persona. Si violentamos eso, estamos violentando todo".